# 甲状腺功能亢进症
甲状腺功能亢进症（Hyperthyroidism），又稱甲狀腺機能亢進症，簡稱甲狀腺亢進、甲亢，是一种由于体内过量的三碘甲状腺原氨酸（T3）和甲状腺素（T4）造成的症状。而甲狀腺毒症（Thyrotoxicosis）是因為任何原因，甲狀腺激素過多所造成的症狀，當然也包括甲狀腺機能亢進症。不過有時這两個詞語也會混用。
甲亢的症狀及體徵因人而異，可能包括煩躁、肌肉無力、無法入睡、心跳过速、畏热、腹瀉、甲状腺肿以及體重減輕。老年人或是懷孕中的婦女的症狀通常較不典型。
甲狀腺危象是甲亢的急性并发症，是甲亢的夸大表现，常表现为多器官受累，死亡率估计可达8～25%，临床体征可包括高热、心动过速、甲状腺眼病、甲状腺肿、手部震颤、皮肤湿润温暖、反射亢进、收缩期高血压和黄疸。甲狀腺機能低下症是和甲狀腺機能亢進症相反的疾病，是指甲狀腺無法分泌足夠的甲狀腺激素。
甲状腺激素水平正常，而TSH水平下降者，应考虑亚临床甲亢。亚临床甲亢患者“可以”出现甲状腺毒症的临床表现。（而一般“亚临床”一词指的是疾病很轻微，尚没有临床表现）。

## 病因
美國甲狀腺亢進的病例中，約有50%至80%是因為弥漫性毒性甲状腺肿（格里夫氏症）而造成。其他的病因包括多結節性甲狀腺腫、甲狀腺腺瘤、甲狀腺炎、碘食用過量，以及過量的合成甲狀腺激素。也有可能是因為垂體腺瘤導致，但這比較少見。
- 胺碘酮
- 產後甲狀腺炎（英语：Postpartum thyroiditis）
- 甲状腺炎－病發初期體內的甲狀腺素暫時提高，到了末期，就會出現甲状腺機能低下症。

## 流行病学
在全球范围内，甲狀腺機能亢進大约影响2.5%的人；在美國，影響了大約1.2%的人。此病症的患者，女性發生率約在2至10倍，而且60歲以上的人更易患病；也有说法认为，患者的發病年齡常見於20至50歲。

## 症状
- 超級神經質、焦慮、易緊張、情緒起伏大、失眠、易受驚嚇；
- 發抖、肌肉無力、多言、好動、週期四肢麻痺；
- 心跳加快、心悸、心律不整、血壓升高；
- 飲食增加、體重減輕、易口渴、大便次數增加；
- 皮膚濕潤、體溫升高、怕熱、出汗、呼吸困難、短促；
- 眼突、視力模糊、怕光、眼痛、眼脹、易流淚；
- 外觀可能明顯喉嚨腫脹、脖子變粗、喉嚨異物感；
- 經期紊亂或停經、不孕、流產；
- 並且可能會出現所有自主神经紊乱的症狀。

## 诊断
甲狀腺亢進可以針對疑似的症狀及體徵進行診斷，再經由血液檢查來確認。典型的血液檢查結果會有過低的促甲状腺激素（TSH），大多数显性甲亢者TSH检测值<0.05mU/L，游离T3及T4的水平常偏高；亚临床型甲亢者TSH低于正常(但通常>0.05mU/L)，而血清游离T4、T3和游离T3正常；由TSH诱发的甲亢较为少见（如垂体腺瘤），患者常有高浓度的游离T4和T3，但血清TSH正常或高。

### 常見症狀自我檢測
甲狀腺機能亢進的症狀很多變，不一定是典型的心跳快、焦慮、易緊張、體重下降，可依下列常見症狀自我檢測： 
- 全身狀態：焦慮、急躁、鬱悶、易激動、易驚嚇、神經質、失眠、多言、好動、體重減輕、肌肉無力。
- 髮：頭髮脫落稀疏。
- 眼：凸眼、眼脹、眼痛、視力模糊、怕光、異物感、角膜潰瘍、易流淚。
- 頸：脖子變粗、甲狀腺腫大、喉嚨有壓迫感。
- 循環系統：心悸、心跳加快、高血壓、心律不整。
- 神經：手指顫抖、周期四肢麻痺。
- 消化：飲食大增、大便次數增加。
- 皮膚：皮膚細膩而濕潤、怕熱、體溫不正常、白斑、盜汗、色素沉澱、小腿前皮膚如橘子皮、紅且癢。
- 生殖：月經少而紊亂、不孕、流產、早產。

### 懷疑自己可能罹患甲狀腺亢進時
當懷疑自己可能罹患甲狀腺亢進時，應由新陳代謝專科醫師進行下列檢查以確定診斷：
- 甲狀腺觸診：為新生健康的檢查項目之一。如異常，並有相關症狀產生，應立即就醫檢查，早期治療，醫師會根據其專業經驗，做初步的判斷。
- 三碘甲狀腺素T3與四碘甲狀腺素T4檢查：甲狀腺機能亢進者所測出的血中T3和T4偏高。
- 甲狀腺促進激素TSH檢查：當甲狀腺分泌過量時，則腦下垂體原本分泌的TSH，會受到抑制，使甲狀腺機能亢進者所測出的血中TSH偏低。
- 配合超音波、心電圖、胸部X光、一般血液及一般生化檢驗，可更進一步確定與瞭解病情。

## 治療
病患的治療方式取決於病因與疾病的嚴重程度。目前有三種主要的治療方式：放射性碘治療、藥物治療及甲狀腺手術。放射性碘治療的方式是藉由口服碘-131，使其集中放射線並破壞甲狀腺，療程大約數週至數月不等。至於甲狀腺機能低下症，是使用合成的甲狀腺素進行治療。藥物治療如β受體阻斷劑可能可以控制症狀，在其他治療效果較差時，像甲硫咪唑等抗甲狀腺藥可以暫時對病患有所幫助。另一種治療方式是手術去除甲狀腺，此方式可用於甲狀腺腫大嚴重或甲狀腺癌的患者。
治療方法主要是：先暫時抑制甲狀腺素的生產，之後可以進行放射性治療或手術移除甲狀腺。
- 抗甲狀腺藥物：抗甲状腺药物主要有甲巯咪唑（他巴唑）、丙硫氧嘧啶、盐酸普萘洛尔（心得安），须在医生指导下规律服药。

- 放射性碘131治療（131I治疗）

- 手術治療：可進行「甲狀腺全切除術」或「甲狀腺次全切除術（大部分拿掉，剩下約4-7克的甲狀腺組織）」。接受「甲狀腺全切除術」後需要口服甲狀腺素補充；接受「甲狀腺次全切除術」後，甲狀腺功能可能正常，也可能太高或太低，需要進一步處理[12]。

- 綜合治療方法

- 注意饮食：平时吃不含碘的盐，少做激烈运动，每週兩次的有氧運動和伸展運動、心情平静、不宜大喜大悲。

## 甲狀腺中毒危象
甲狀腺中毒危象（thyroid storm），又稱「甲狀腺風暴」，為甲狀腺機能亢進的極端臨床表現，其原因是因大量的甲狀腺素短時間內釋放到體內所致。當甲狀腺亢進患者過度勞累、精神受刺激、接受各種外科手術、外傷、細菌感染或併發糖尿病時，便可能爆發甲狀腺中毒危象。甲狀腺中毒危象通常來的快速且劇烈，可能的表現症狀為體溫超過39度且伴隨脈搏跳動急促、噁心、腹瀉或肝腫大、黃疸、煩躁不安、全身顫抖等。若無適當的救護，患者可能會發生精神錯亂、昏迷、心律不整或心脏衰竭而死亡。由於臨床表現極為嚴重，病程進展也相當快速，如果沒有立即診斷及治療，死亡率可高達百分之九十。因此，一旦發現甲亢症患者出現上述症狀時，應馬上為病人冰敷降溫、服用抗甲狀腺劑並送醫。

## 延伸閱讀
- Brent, Gregory A. . Springer Science & Business Media. 2010-04-06  [2016-11-18]. ISBN 978-1-4419-1485-9. （原始内容存档于2022-01-14） （英语）.
- Siraj, Elias S.  (PDF). Journal of Clinical Outcomes Management. June 2008, 15 (6): 298–307  [24 June 2009]. （原始内容 (PDF)存档于2013-10-19）.

## 外部連結
- Patient information: Hyperthyroidism （页面存档备份，存于） Article at UpToDate
- Merck Manual article about hyperthyroidism （页面存档备份，存于）
- Gina Spadafori. . The Pet Connection. Veterinary Information Network. 20 January 1997  [28 January 2007]. （原始内容存档于2006-12-31）.
- What is Hyperthyroidism, Causes, Symptoms, Diagnosis, Treatment, Prevention